# Gossip
Gossip (původně The Gossip) bylo trojčlenné americké indie rock seskupení, založené Beth Dittovou, kytaristou Bracem Painem a hráčkou na bicí Hannah Blilieovou. Kapela pochází ze státu Arkansas a většinou hrála po hudebních klubech. V roce 2016 ohlásila Beth Dittová rozpad skupiny.

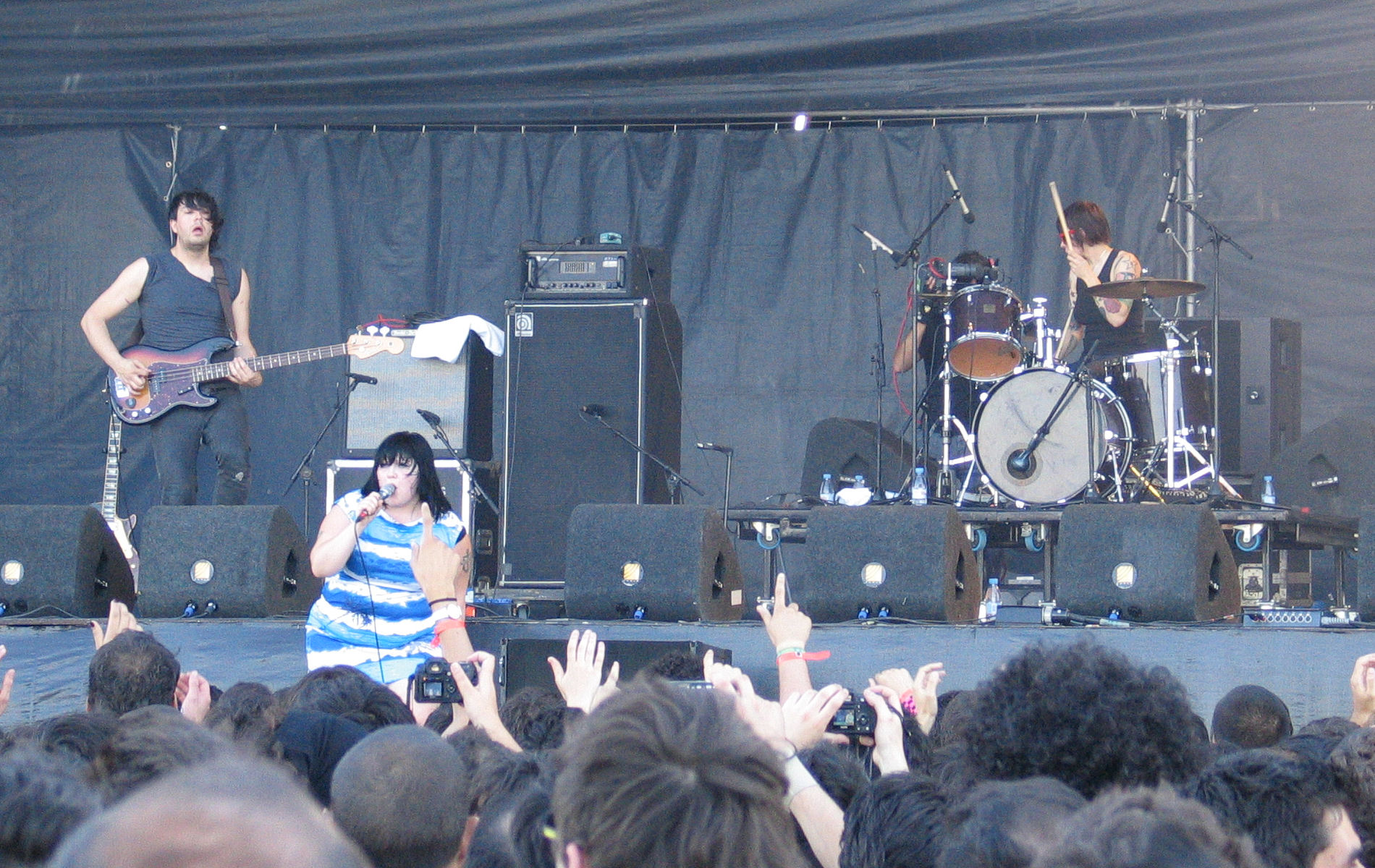
kapela v roce 2007

## Obsazení
- Beth Ditto – zpěvačka, piano (1999–2016)
- Brace Paine – elektrická kytara, baskytara (1999–2016)
- Hannah Blilie – bicí (2004–2016)
- Kathy Mendonça – bicí (1999–2003)

## Diskografie

### Alba
- That's Not What I Heard (2001)
- Movement (2003)
- Standing in the Way of Control (2006)
- Music for Men (2009)
- A Joyful Noise (2012)
- Real Power (2024)

### Hlavní singly
- Standing in the Way of Control (2005 Le Tigre Remix) UK #64
- Listen Up! (2006)
- Standing in the Way of Control (2006) UK #13
- Standing in the Way of Control (2007) UK #7
- Listen-Up (Re-Release 2007) UK #39
- Jealous Girls (2007) UK #89, UK Indie #3
- Heavy Cross (2009)
- Love Long Distance (2009)
- Pop Goes the World (2010)
- Move In The Right Direction (2012)